# Jednostka regionalna Seres
Jednostka regionalna Seres (nwgr.: Περιφερειακή ενότητα Σερρών) – jednostka administracyjna Grecji w regionie Macedonia Środkowa. Powołana do życia 1 stycznia 2011 w wyniku przyjęcia nowego podziału administracyjnego kraju. W 2021 roku liczyła 151 tys. mieszkańców.
W skład jednostki wchodzą gminy:
- Amfipolis,
- Emanuil Papas,
- Iraklia,
- Nea Zichni,
- Seres,
- Sindiki,
- Wisaltia.